# 임꺽정 (1996년 드라마)
《임꺽정》은 1996년 11월 10일부터 1997년 4월 6일까지 방송 되었던 SBS 주말 특별 기획 드라마로 임꺽정의 삶을 그린 벽초 홍명희의 소설 《임꺽정》을 원작으로 한 드라마이다.

## 등장인물
- 정흥채 : 임꺽정 역
- 차광수 : 이봉학 역
- 정규수 : 박유복 역 (젊은 시절 : 문혁)
- 문용민 : 곽오주 역
- 이기영 : 배돌석 역
- 손호균 : 길막봉 역
- 김홍표 : 황천왕동 역
- 임현식 : 오가 역
- 이정길 : 가파치 양주팔 역
- 김학철 : 보우 역
- 김원희 : 황운총 역
- 전역산 : 임백손 역
- 정진 : 잔나비 역
- 국수호 : 서경덕 역
- 최주현 : 황진이 역
- 박근형 : 윤원형 역
- 박선영 : 정난정 역
- 박인환 : 임돌이 역
- 권은아 : 임돌이 후처 역
- 최주봉 : 한온 역
- 이세창 : 한호 역
- 최성국 : 기원을 주름잡던 기둥서방 역
- 김흥기 : 남치근 역
- 이다빈 : 임꺽정 딸 역
- 전무송 : 서림 역
- 윤유선 : 섭섭이 역
- 김병세 : 이교리 역
- 전주헌 : 팔삭동이 역
- 송채환 : 소홍 역
- 윤문식 : 노밤 역
- 김주영 : 김륜 역
- 정승호 : 곽능통 역
- 김청 : 문정왕후 윤씨 역
- 유인촌 : 연산군 역
- 최상훈 : 중종 역
- 이효정 : 명종 역
- 정태우 : 이순신 역
- 최지숙 : 귀련 역
- 한경선 : 초향 역
- 이진선 : 옥부용 역

## 방영목록
제1화 봉단이
제2화 광풍
제3화 백정의 아들
제4화 혜화문 잦바지
제5화 삼형제
제6화 주정뱅이 스승님
제7화 이나라 이강산
제8화 백두산 야생마
제9화 난세
제10화 여인천하
제11화 사랑
제12화 사나이 눈물
제13화 천궁
제14화 표창의 명수 박유복(전편)
제15화 표창의 묭수 박유복(후편)
제16화 쇠도리깨 도적 광오주(전편)
제17화 쇠도리깨 도적 곽오주(후편)
제18화 소금장수 길막봉
제19화 축지법도사 황천막등
제20화 돌팔매의 귀신 배돌석(전편)
제21화 돌팔매의 귀신 배돌석(후편)
제22화 신궁 이봉학
제23화 천하모사 서림(전편)
제24화 천하모사 서림(후편)
제25화 백정일가
제26화 입산
제27화 청석골
제28화 칠형제
제29화 결희
제30화 거짓말쟁이 노밤이
제31화 영웅호색
제32화 무주공산
제33화 대두령
제34화 산채
제35화 황해도땅
제36화 암행어사
제37화 올가미
제38화 복수
제39화 의적
제40화 배신
제41화 평산땅
제42화 토포사
제43화 형제여
제44화 구월산의 메아리(최종회)

## 편성
- 1996년 11월 9일 : 오후 10시 55분 〈임꺽정 D-1〉을 편성
- 1996년 11월 10일 : 2회 연속 방영

## 연장
- 당초 36부작으로 기획되었으나 후속으로 방영될 《주간 단막극장》의 편성 문제로 인해 8부 늘린 44부작으로 연장하였다.[2]

## 수상 경력
- 1996년 SBS 연기대상 남자 신인상 정흥채
- 1996년 SBS 연기대상 여자 인기상 김원희
- 1997년 제33회 백상예술대상 TV부문 남자 신인연기상 정흥채
- 1997년 제33회 백상예술대상 TV부문 여자 인기상 김원희
- 1997년 제24회 한국방송대상 TV드라마부문 최우수작품상

## 참고 사항
- 임꺽정 역에는 최민수, 유동근, 김영철 등이 물망에 오른 바 있다.[3]
- 연극인 겸 작가 이윤택 씨한테 각색을 맡겼지만 "작품해석상 차이" 때문에 김원석 작가로 전격 교체[4]되었는데 이미 KBS 2TV 일일극 《원지동 블루스》를 집필하고 있었다.
- 담당 연출자 김한영 PD가 해당 작품을 통해 사극 연출 도전을 하기도 했다.[5]
- 임꺽정을 비롯한 여섯 두령의 사랑 이야기를 다루면서 정사 장면 등이 자주 나오면서, 이야기가 원작에 못 미치며 연애담으로 그쳤다는 지적을 받았다.[6]
- 타이틀롤 정흥채는 해당 작품의 인기가 치솟으면서 CF 요청이 왔으나 이미지 관리를 위해 출연을 자제했는데 보령제약 측이 해당 작품에 출연한 본인(정흥채)의 모습을 목탄 캐리커처로 그린 전면광고를 내보내 초상권을 침해했고 이에 정흥채는 1997년 3월 8일 보령제약을 상대로 2억원의 손해배상청구 소송을 서울지방법원에 냈다.[7]